# Coelotes chenzhou
Coelotes chenzhou är en spindelart som beskrevs av Zhang och Yin 200. Coelotes chenzhou ingår i släktet Coelotes och familjen mörkerspindlar. Inga underarter finns listade i Catalogue of Life.